# عجم در ادب پارسی

## فردوسی
| همش رای و هم دانش و هم نسب |  | چراغ عجم آفتاب عرب         |
| کجا شد فریدون و ضحاک و جم  |  | مهان عرب خسروان عجم        |
| سپه را به بستور فرخنده داد |  | عجم را چنین بود آیین و داد |

## خاقانی
حسان‌العجم لقبی است که به خاقانی شروانی می‌دهند، به علت آن که در مدح پیامبر اسلام، مانند حسان بن ثابت، قصاید بسیار دارد.
| چون دید که در سخن تمامم         |  | حسان عجم نهاد نامم            |
| مصطفی حاضر و حسان عجم مدح سرای  |  | پیش سیمرغ خمش طوطی گویا بینند |
| ملک عجم چو طعمه ترکان اعجمی است |  | عاقل کجا بساط تمنا برافکند؟   |

## اسدی طوسی
| گفتمش چو دیوانه بسی گفتی و اکنون  |  | پاسخ شنو ای بوده چو دیوان بیابان |
| عیب ار چه کنی اهل گرانمایه عجم را |  | چه بوید شما خود گلهٔ گر شتربان    |

## مسعود سعد سلمان
| ای عجم را به جاه تو نازش |  | باد فرخنده بر تو جشن عجم |

## سعدی
سعدی در تمام نوشته‌های خود عجم را مترادف با پارسی بکار برده است.

## گلستان سعدی
یکی را از ملوک عجم (پادشاهان قبل از اسلام) حکایت کنند که دست تطاول به مال رعیت دراز کرده بود و جور و اذیت آغاز کرده تا به جایی که خلق از مکاید فعلش (دغل کاری اش) به (دگر سوی) جهان برفتند و از کربت (غم و رنج) جورش راه غربت گرفتند چون رعیت کم شد ارتفاع ولایت نقصان پذیرفت و خزانه تهی ماند و دشمنان زور آوردند.
| هر که فریاد رس روز مصیبت خواهد  |  | گو در ایام سلامت به جوانمردی کوش     |
| بنده حلقه به گوش ار ننوازی برود |  | لطف کن لطف که بیگانه شود حلقه به گوش |

باری به مجلس او در کتاب شاهنامه همی‌خواندند در زوال مملکت ضحّاک و عهد فریدون وزیر ملک (شاه) را پرسید هیچ توان دانستن که فریدون که گنج و ملک و حشم نداشت چگونه برو مملکت مقرر شد؟ شاه گفت آن چنان‌که شنیدی خلقی برو به تعصب گرد آمدند و تقویت کردند و پادشاهی یافت. گفت ای ملک (شاه) چو گرد آمدن خلقی موجب پادشاهی است تو مر خلق را پریشان برای چه می‌کنی مگر سر پادشاهی کردن نداری؟
| همان به که لشکر به جان پروری |  | که سلطان به لشکر کند سروری |

ملک گفت موجب گرد آمدن سپاه و رعیت چه باشد؟ گفت پادشه را کرم باید تا برو گرد آیند و رحمت تا در پناه دولتش ایمن نشینند و ترا این هر دو نیست.
| نکند جور پیشه سلطانی     |  | که نیاید ز گرگ چوپانی   |
| پادشاهی که طرح ظلم افکند |  | پای دیوار ملک خویش بکند |

ملک را پند وزیر اندرزگر موافق طبع نیامد روی از این سخن در هم کشید و به زندانش فرستاد. بسی بر نیامد که بنی عمّ سلطان به منازعت خاستند و ملک پدر خواستند، قومی که از دست تطاول او به جان آمده بودند و پریشان شده بر ایشان گرد آمدند و تقویت کردند تا ملک از تصرف این به دررفت و بر آنان مقرر شد.
| پادشاهی کو روا دارد ستم بر زیر دست  |  | دوستدارش روز سختی دشمن زور آورست   |
| با رعیت صلح کن وز جنگ خصم ایمن نشین |  | زان که شاهنشاه عادل را رعیت لشکرست |

بوستان سعدی
| که را دانی از خسروان عجم  |  | ز عهد فریدون و ضحاک و جم  |
| خبرداری از خسروان عجم     |  | که کردند بر زیردستان ستم  |
| شنید این سخن شهریار عجم   |  | ز خشم و خجالت برآمد بهم   |
| چنین گفت شوریده‌ای در عجم  |  | به کسری که ای وارث ملک جم |
| گدا را کند یک درم سیم سیر |  | فریدون به ملک عجم نیم سیر |

غزلیات سعدی
| مجنونم اگر بهای لیلی |  | ملک عرب و عجم ستانم |

مواعظ سعدی
| وارث ملک عجم اتابک اعظم          |  | سعد ابوبکر سعد زنگی مودود    |
| به نقل از اوستادان یاد دارم      |  | که شاهان عجم کیخسرو و جم     |
| ز سوز سینهٔ فریاد خوانان          |  | چنان پرهیز کردندی که از سم   |
| گه گه خیال در سرم آید که این منم |  | ملک عجم گرفته به تیغ سخننوری |

## مولوی
| چه غمست ار زرم بشد که میی هست همچو زر |  | عربی گر چه خوش بود عجمی گو تو ای پسر |
| عشق غریب است و زبانش غریب             |  | همچو غریب عربی در عجم                |

## نظامی
| به هر شهری فرستاد آن درم را |  | بشورانید از آن شاه عجم را  |
| خوش آمد این سخن شاه عجم را  |  | بگفتا هست فرمان آن صنم را  |
| حکم کردند راصدان سپهر       |  | کان خلف را که بود زیبا چهر |
| از عجم سوی تازیان تازد      |  | پرورشگاه در عرب سازد       |

## عطار
همانند مولوی، عطار از عجمی به عنوان کسی که خود را به تجاهل می‌زند نیز استفاده کرده است.
| در عجم افتاد خلقی از عرب              |  | ماند از رسم عجم او در عجب       |
| بردی دلم از من جان چون با تو کنم دعوی |  | خود را عجمی سازی انکار کنی حالی |
| چون شکست اینجا قلم عطار را            |  | اعجمی گشتیم و دفتر سوختیم       |

## سنایی
| از زبان خود ثنایی گوی ما را در عرب      |  | تا زبان ما ترا اندر عجم گوید ثنا   |
| چه می‌گویم که داند این مگر آن کز دل صافی |  | سنایی وار خود را بندهٔ شاه عجم سازد |

## ناصرخسرو
| یکی گوید شریفم من عرابی گوهر و نسبت |  | یکی گوید عجم را پادشا مر جد من بد جم |

با یکی از دبیران سلطان که مرا با او صحبتی اتفاق افتاده بود و دوستی پدید آمده گفتم من بارگاه ملوک و سلاطین عجم دیده‌ام چون سلطان محمود غزنوی و پسرش مسعود.

## صائب تبریزی
| دلش به ما عجمی زادگان بود مایل |  | اگر چه لیلی صحرانشین ما عربی است |

## محتشم کاشانی
| لیلی اگرچه شور عرب شد به دلبری |  | شیرین زبان من ز عرب تا عجم گرفت |

## بیدل دهلوی
| به درس دل عجمی دانشم چه چاره‌کنم     |  | که مدعا ز نفس تا بیان شود عربی‌ست |
| ز اقبال عرب غافل مباشید ای عجم‌زادان |  | سریر اقتدار بلخ هم شاه نجف دارد  |

## ملک‌الشعرای بهار
| بست عرب دست عجم را به پشت      |  | هرچه توانست از آن قوم کشت            |
| الغرض ای شاه عجم! ملک جم       |  | رفت و فنا گشت زبان عجم               |
| معاشران عجم می پس از غذا نوشند |  | چو پیش خورد جوان طیره گشت از آن رستم |

## تاریخ سیستان
محمد بن وصیف حاضر بود و دبیر رسایل او بود و ادب نیکو دانست و بدان روزگار نامه پارسی نبود، پس یعقوب گفت چیزی که من اندر نیابم چرا باید گفت؟ محمد وصیف پس شعر پارسی گفتن گرفت و اول شعر پارسی اندر عجم او گفت و پیش ازو کسی نگفته بود که تا پارسیان بودند سخن پیش ایشان برود باز گفتندی بر طریق خسروانی، و چون عجم (پارس ساسانیان) برکنده شدند و عرب آمدند شعر میان ایشان بتازی بود و همگان را علم و معرفت شعرتازی بود و اندر عجم کسی برنیامد که او را بزرگی آن بود پیش از یعقوب که اندرو شعر گفتندی مگر حمزة بن عبد اللّه الشاری و او عالم بود و تازی دانست، شعراء او تازی گفتند و سپاه او بیشتر عرب بودند و تازیان بودند، چون یعقوب زنبیل و عمّار خارجی را بکشت و هری (هرات) بگرفت و کرمان و فارس او را دادند محمد بن وصیف این شعر بگفت.